# SUB1
SUB1 (англ. SUB1 homolog, transcriptional regulator) – білок, який кодується однойменним геном, розташованим у людей на короткому плечі 5-ї хромосоми.  Довжина поліпептидного ланцюга білка становить 127 амінокислот, а молекулярна маса — 14 395.
| 10         |  | 20         |  | 30         |  | 40         |  | 50         |
| ---------- |  | ---------- |  | ---------- |  | ---------- |  | ---------- |
| MPKSKELVSS |  | SSSGSDSDSE |  | VDKKLKRKKQ |  | VAPEKPVKKQ |  | KTGETSRALS |
| SSKQSSSSRD |  | DNMFQIGKMR |  | YVSVRDFKGK |  | VLIDIREYWM |  | DPEGEMKPGR |
| KGISLNPEQW |  | SQLKEQISDI |  | DDAVRKL    |  |            |  |            |

A: Аланін

D: Аспарагінова кислота

E: Глутамінова кислота

F: Фенілаланін

G: Гліцин

I: Ізолейцин

K: Лізин

L: Лейцин

M: Метіонін

N: Аспарагін

P: Пролін

Q: Глутамін

R: Аргінін

S: Серин

T: Треонін

V: Валін

W: Триптофан

Кодований геном білок за функцією належить до активаторів. 
Задіяний у таких біологічних процесах як транскрипція, регуляція транскрипції. 
Білок має сайт для зв'язування з ДНК. 
Локалізований у ядрі.